# Sylva Clapin
Sylva Clapin (15 juillet 1853 -  17 février 1928) est un journaliste et un linguiste québécois, né à Saint-Hyacinthe et mort à Ottawa. Il est surtout connu pour son dictionnaire canadien-français, qui est une référence historique pour les chercheurs. Ses parents étaient Joseph Clapin et Léocadie Lupien. Marié en 1883 à Archange Clapin, de Saint-Hyacinthe. De cette union naîtront quatre enfants : trois filles et un fils.
Selon les informations fournies par Raphael Ouimet, auteur des Biographies canadiennes-françaises (La Patrie, 17 février 1928, p. 1), Sylva Clapin fait ses études au collège de sa ville natale, Saint-Hyacinthe. En 1873, il entre dans la Marine Américaine ; il y restera deux ans. Par la suite, Clapin se lance dans les affaires tout en étant rédacteur au Courrier de Saint-Hyacinthe (1876 - 1879). De 1880 à 1889, il exerce la profession de libraire-éditeur à Paris, France. De retour en Amérique, il séjourne deux ans à Montréal, puis s'installe à Boston, de 1892 à 1896. En 1896, il devient rédacteur de l'Opinion Publique de Worcester, dans le Massachusetts, une fonction qu'il exerce jusqu'en 1899. De retour au Canada, il travaille comme traducteur à la Chambre des Communes, à Ottawa, de 1902 à 1921.  Selon le certificat de décès, il était demeuré à Ottawa après avoir pris sa retraite.
Journaliste et auteur prolifique, Clapin a publié plusieurs ouvrages, dont voici une liste non exhaustive :

## Ouvrages publiés
- Londres et Paris, 1880
- Le Canada, 1885
- Physiologie de l'amour moderne
- Dictionnaire canadien-français, 1894
- Sensations de Nouvelle-France, 1895
- Bibliographie canadienne : catalogue annoté d'ouvrages canadiens-français, 1906
- Histoire des États-Unis depuis les premiers établissements jusqu'à nos jours
- « La Savane », publié dans La Patrie en 1911
- « Le Roi de l'or », publié dans La Patrie en 1911
- « Rikiki », publié dans L'Almanach du peuple en 1916
- « La grande aventure du sieur de Savoisy » publié dans Le petit Canadien en 1918
- Alma-Rose, publié dans La Presse en 1925 et repris en livre en 1982.
- Ne pas dire, mais dire : inventaire de nos fautes les plus usuelles contre le bon langage, 1918
- Dictionnaire complet et illustré de la langue française, 1931
- Contes et nouvelles, 1980